# Ryuji Michiki
Ryuji Michiki, född 25 augusti 1973 i Nagasaki prefektur, Japan, är en japansk tidigare fotbollsspelare.